# واکنش بشردوستانه به زمین‌لرزه ۲۰۲۳ ترکیه-سوریه
بسیاری از دولت‌ها و سازمان‌های ملی به زمین‌لرزه ۲۰۲۳ ترکیه–سوریه واکنشی بشردوستانه داشتند. بیش از ۶۰ کشور متعهد به پشتیبانی از قربانیان زلزله از جمله کمک‌های بشردوستانه به دو کشور سوریه و ترکیه شده‌اند.برخی کشورها فقط به ترکیه کمک کردند.
- جوزپ بورل مسئول سیاست خارجی اتحادیه اروپا نیز در حسابت توئیتر خود نوشت: زمین لرزه ای ویرانگر صبح امروز ترکیه و سوریه را لرزاند که جان صدها نفر را گرفت و شمار زیادی را مجروح کرد، ما به یاد مردم ترکیه و سوریه هستیم و اتحادیه اروپا آماده کمک است.
- بانک جهانی اعلام کرد: ۱/۷۸ میلیارد دلار به ترکیه کمک خواهد کرد تا از روند امداد و بهبودی حمایت کند. دیوید مالپاس، رئیس بانک جهانی، گفت: «ما در حال ارائه کمک فوری و یک ارزیابی سریع از نیازهای فوری و بزرگ در منطقه هستیم.»
- ایران جزء اولین کشور هایی بود که کمک های بشردوستانه خود را سریعاً به هر دو کشور ترکیه و سوریه رساند. ایران در ۷ فوریه (۱۸ بهمن)، ۴۵ تن دارو، غذا، چادر و پتو به سوریه تحویل داد. باسم ماسور، رئیس اداره هوانوردی غیرنظامی سوریه، گفت که هواپیماهای بیشتری از کمک های بشردوستانه ایران در حال رسیدن هستند. رئیس جمهور سید ابراهیم رئیسی آمادگی جمهوری اسلامی ایران را برای ارائه "کمک های فوری" اعلام کرد. ناصر کنعانی سخنگوی وزارت امور خارجه گفت: جمهوری اسلامی ایران آماده اعزام تیم های بهداشتی و امدادی به ترکیه و سوریه است.  وی این کمک ها را یک مسئولیت اخلاقی، انسانی و اسلامی توصیف کرد.

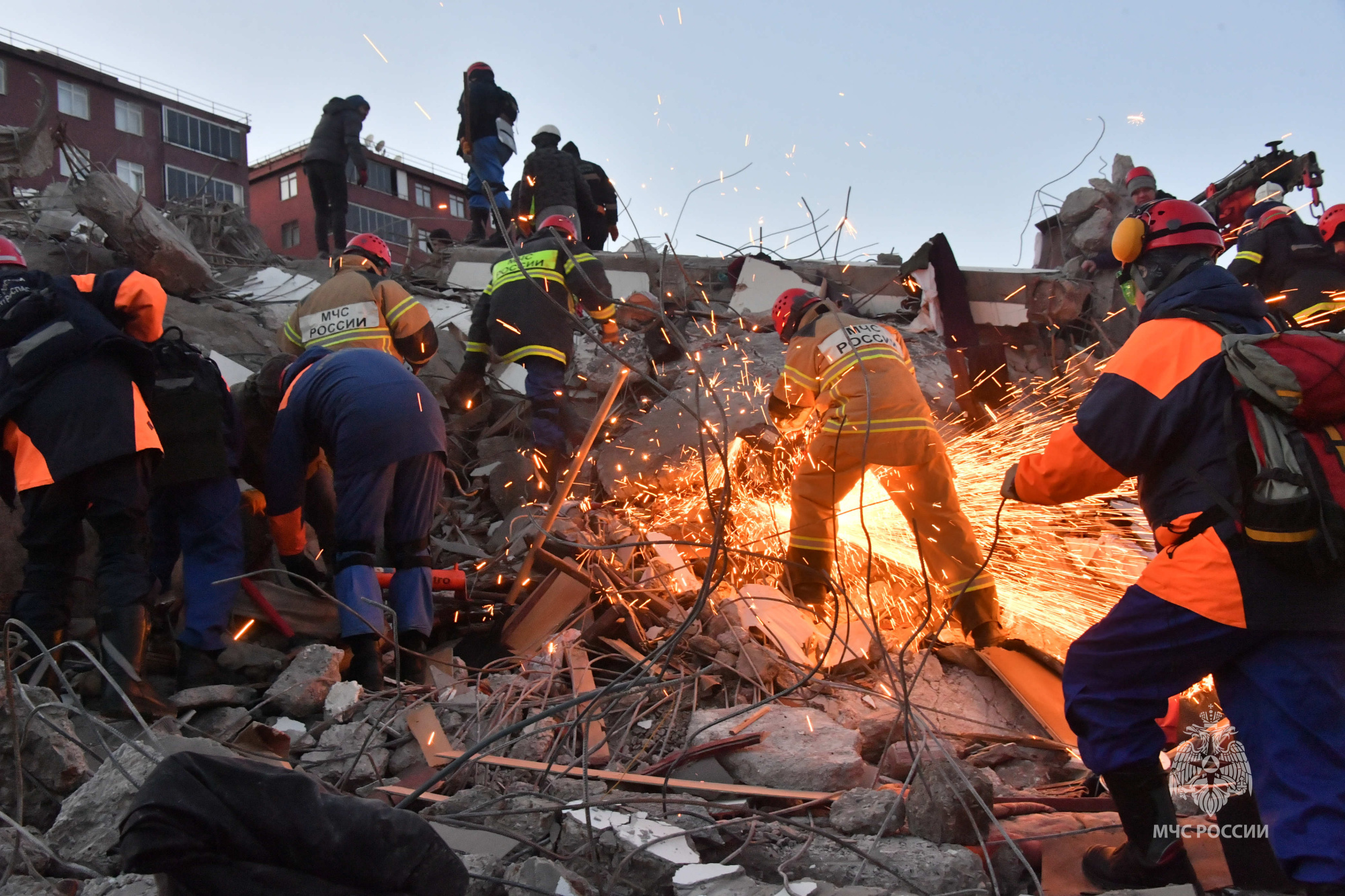
تیم جستجو و نجات روسیه

- تیم جستجو و نجات روسیه  دو فروند هواپیمای وزارت اورژانس با ۱۴۰ امدادگر، ۷ دستگاه SAR سگ و یک بیمارستان هوایی به ترکیه اعزام شدند. یکی دیگر از هواپیماهای EMERCOM با ۵۰ امدادگر و ۳ خدمه سگ به سوریه اعزام شد. سرگئی شویگو، وزیر دفاع روسیه به نیروهای روسیه در سوریه دستور داد تا به عملیات نجات کمک کنند.
- وزیر کشور جرالد دارمنین گفت که فرانسه ۱۳۹ نیروی امدادی امنیت مدنی را به ترکیه می فرستد. فرانسه متعهد شد ۱۲ میلیون یورو به مردم سوریه کمک کند که از طریق سازمان ملل متحد و سازمان های غیردولتی توزیع می شود.
- چین به هر دو کشور حمایت مالی ارائه کرد. و پرسنل اضافی را برای کمک به عملیات امدادی به ترکیه فرستاد. شی جین پینگ، دبیر کل حزب کمونیست چین و رئیس جمهور چین، به رجب طیب اردوغان، رئیس جمهور ترکیه و بشار اسد، رئیس جمهور سوریه تسلیت گفت و کمک ها و پزشکان را به مناطق آسیب دیده ارسال خواهد کرد. دولت چین همچنین اعلام کرده است که ۳۰ میلیون یوان (۴,۴ میلیون دلار) به سوریه و ۴۰ میلیون یوان (۵,۹ میلیون دلار) به ترکیه به عنوان کمک های بشردوستانه اضطراری ارائه می دهد.

در ۸ فوریه ۲۰۲۳، تیم نجات دولتی چین، متشکل از ۸۲ پرسنل و ۴ سگ نجات، در فرودگاه آدانا فرود آمد تا کار نجات را آغاز کند. تیم های امداد و نجات جامعه مدنی با ۵۲ عضو نیز برای انجام عملیات امداد و نجات عازم مناطق زلزله زده کشور شدند. برخی از پرسنل چینی در ترکیه به نجات تعدادی از ساکنان گرفتار شده در اثر زلزله کمک کرده اند.
در ۷ فوریه، جامعه صلیب سرخ چین ۲۰۰ هزار دلار به ترکیه و سوریه کمک کرد. و همچنین یک تیم نجات و یک دسته تجهیزات پزشکی برای ۵ هزار نفر به مناطق زلزله زده سوریه فرستاد.
- وزارت امور خارجه عربستان سعودی با انتشار بیانیه‌ای جان باختن شماری از شهروندان ترکیه و سوریه در زلزله بامداد امروز را تسلیت گفت. در این بیانیه آمده‌است: به خانواده‌های حادثه‌دیده از زلزله ترکیه و سوریه ابراز همدردی می‌کنیم و برای مجروحان آرزوی شفای عاجل داریم. در همبستگی کامل با کشورهای ترکیه و سوریه هستیم.
- وزیر خارجه اسرائیل در تماس تلفنی با وزیر خارجه ترکیه با اعلام همدردی از تلاش اسراییل برای اعزام هر چه زودتر هیئت امدادرسانی به ترکیه خبر داد
- حزب‌الله لبنان در بیانیه‌ای با ملت‌های سوریه و ترکیه به دلیل وقوع زلزله در این دو کشور و مصیبت وارده به آن‌ها، ابراز همدردی کرد. حزب‌الله همچنین تمامی کشورها، دولت‌ها و سازمان‌های بین‌المللی و بشردوستانه را به اقدام فوری برای کمک جهت نجات کسانی که زیر آوار گرفتار شده‌اند و نیز کمک به زخمی‌ها و پناه داده به پناهجویان فراخواند.

- هیثم بن طارق سلطان عمان، در پیام‌های جداگانه ای، حادثه زلزله در ترکیه و سوریه را به بشار اسد، رئیس‌جمهوری سوریه و رجب طیب اردوغان، رئیس‌جمهوری ترکیه تسلیت گفت.
- ارسین تاتار، رئیس‌جمهور جمهوری ترک قبرس شمالی با انتشار پیامی جان باختن شماری از شهروندان ترکیه در پی وقوع زلزله ۷٫۴ ریشتری در استان قهرمان‌مارش را تسلیت گفتو افزود: امیدوارم تلفات جانی این حادثه کمتر باشد. خود را در درد و غم برادران ترک خود شریک می‌دانم و به نمایندگی از مردم قبرس شمالی از صمیم قلب ابراز همدردی می‌کنم.
- وزارت امور خارجه مصر با انتشار بیانیه‌ای ضمن ابراز همدردی با زلزله‌زدگان در مناطق ترکیه و سوریه، برای خانواده‌های قربانیان تسلیت گفته و برای مصدومان شفای عاجل آرزو کرد همچنین آمادگی کشور خود را به ارسال کمک‌های بشردوستانه به این دو کشور اعلام کرد.
- قاسم جومارت توقایف، رئیس‌جمهور قزاقستان با انتشار پیامی جان باختن ده‌ها تن درپی زمین لرزه در جنوب شرق ترکیه را به رجب طیب اردوغان تسلیت گفت. وی در این پیام تسلیت با بیان اینکه با نهایت ناراحتی از جان باختن شماری طی زلزله بامداد امروز در ترکیه مطلع شده‌است، افزوده‌است: در این روزهای سخت جان باختن این افراد را به خانواده آنها و مردم ترکیه تسلیت می‌گویم وی همچنین بر آمادگی کشورش به منظور ارسال کمک به ترکیه تأکید کرده‌است.

واکنش انسان دوستانه به زلزله ۲۰۲۳ ترکیه-سوریه بسیاری از دولت‌ها و سازمان‌های ملی را درگیر کرد. بیش از ۶۰ کشور متعهد به حمایت از قربانیان زلزله از جمله کمک‌های بشردوستانه شده‌اند.
- پاپ فرانسیس، رهبر کاتولیک‌های جهان با انتشار پیامی ضمن ابراز مراتب تاسف عمیق، جان باختن شماری از شهروندان کشور بر اثر زلزله بامداد امروز در جنوب شرق کشور را تسلیت گفت وی همچنین با مردم زلزله‌زده و امدادگران حاضر در مناطق زلزله‌زده ابراز همدردی و اعلام کرد حمایت معنوی من با شما است.
- وزارت امور خارجه فلسطین با انتشار بیانیه‌ای ضمن ابراز همدردی با زلزله‌زدگان در مناطق ترکیه و سوریه، برای خانواده‌های قربانیان تسلیت گفته و برای مصدومان شفای عاجل آرزو کرد.
- ولودیمیر زلنسکی رئیس‌جمهور اوکراین با انتشار پیامی به زبان ترکی ضمن ابراز همدردی و همبستگی با مردم و دولت ترکیه به دنبال وقوع زمین لرزه ۷٫۴ ریشتری اعلام کرد که اوکراین در این روزهای سخت آماده ارائه کمک‌های لازم برای مقابله با پیامدهای این فاجعه است.
- اولاف شولتس، صدراعظم آلمان طی پیامی، جان باختن شهروندان ترکیه در پی وقوع زلزله در جنوب شرق کشور را به رجب طیب اردوغان رئیس‌جمهور کشور تسلیت گفت. شولتس در پیام خود از طرف دولت و مردم آلمان به خانواده‌های جان باختگان تسلیت و برای مجروحان شفای عاجل آرزو کرد. صدراعظم آلمان همچنین تأکید کرد که کشورش آماده کمک‌رسانی به ترکیه است.
- عبداللطیف رشید، رئیس‌جمهور عراق در پیامی جان باختن شهروندان ترکیه و سوریه در پی وقوع زلزله در جنوب شرق کشور را تسلیت گفت. بنا به اعلام دفتر ریاست جمهوری عراق، وی ضمن همدردی با زلزله زدگان برای جان باختگان رحمت الهی و برای مصدومین شفای عاجل مسئلت کرد.
- رئیس‌جمهور ویوسا عثمانی گفت که کوزوو آماده ارائه کمک‌های لازم از طریق نیروهای امنیتی کوزوو است. یک گروه تخصصی به ترکیه اعزام شدند.
- رئیس‌جمهور ازبکستان شوکت میرضیایف دستور داد یک تیم جستجو و نجات و کمک‌های بشردوستانه به ترکیه ارسال شود.
- آژانس توسعه بین المللی ایالات متحده (USAID) یک تیم واکنش کمک در بلایای طبیعی متشکل از ۱۵۹ پرسنل جستجو و نجات، ۱۲ سگ، مدیران اورژانس مجرب، تکنسین های مواد خطرناک، مهندسان، تدارکات، امدادگران، برنامه ریزان، و ۷۷ هزار کیلوگرم ابزار و تجهیزات تخصصی. دو تیم جستجو و نجات دیگر نیز فرستاده شدند: VA-TF1، شامل ۷۹ نفر و ۶ سگ، و CA-TF2، که ۷۸ عضو داشت. ایالات متحده متعهد شد ۸۵ میلیون دلار از طریق USAID به ترکیه و سوریه کمک کند و هلیکوپترهای ایالات متحده به انتقال پرسنل نجات در سراسر منطقه فاجعه‌یافته در ترکیه کمک کردند.
- ینس استولتنبرگ دبیرکل ناتو در پیام توئیتر خود نوشت: درپی وقوع زمین لرزه وحشتناک در همبستگی کامل با ترکیه متحد خود بوده و من با رجب طیب اردوغان رئیس‌جمهوری و وزیر خارجه ترکیه در تماس هستم، همپیمانان ناتو هم‌اکنون بسیج خود را برای این حمایت آغاز کرده‌اند.
- الهام علی‌اف رئیس‌جمهور آذربایجان با ارسال پیامی جان باختن ده‌ها تن بر اثر زلزله بامداد امروز دوشنبه در جنوب شرق ترکیه را به رجب طیب اردوغان تسلیت گفت. براساس اعلام ریاست ارتباطات ریاست جمهوری ترکیه، الهام علی‌اف، رئیس‌جمهور آذربایجان با ارسال پیامی به رجب طیب اردوغان، رئیس‌جمهور ترکیه جان باختن ده‌ها تن براثر زمین لرزه قهرمان‌ماراش را به وی تسلیت گفته‌است. علی‌اف همچنین با تأکید بر آمادگی باکو به منظور ارسال هرگونه کمک به ترکیه، افزوده‌است: جان باختن شماری از شهروندان ترکیه را به شما، خانواده و نزدیکان و برادران تُرک‌مان تسلیت می‌گویم. برای مجروحین نیز آرزوی شفای عاجل دارم.
- تمیم بن حمد آل ثانی امیر قطر روز دوشنبه در تماس تلفنی با رجب طیب اردوغان رئیس‌جمهوری ترکیه به وی و مردم ترکیه زلزله ویرانگر صبح امروز را تسلیت گفت و از خداوند برای قربانیان این حادثه طلب رحمت و برای بازماندگان صبر مسئلت کرد وی در این تماس حمایت کشور خود از ترکیه را اعلام کرد و برای مجروحان این حادثه آرزوی شفای عاجل کرد.
- وزیر امور خارجه بریتانیا، جیمز کلورلی، گفت که تیم‌های نجات و تجهیزات به غازیانتاب فرستاده شده‌اند. تیم نجات دارای ۷۷ عضو است و سگ های جستجوی خود را دارد. بریتانیا ۳,۸ میلیون پوند به سازمان کلاه سفیدهای فعال در سوریه داد و ۳ میلیون پوند دیگر را متعهد شد.

لیگ برتر جزیره یک میلیون پوند به کمیته اضطراری بلایای طبیعی کمک کرد.